# 부두교

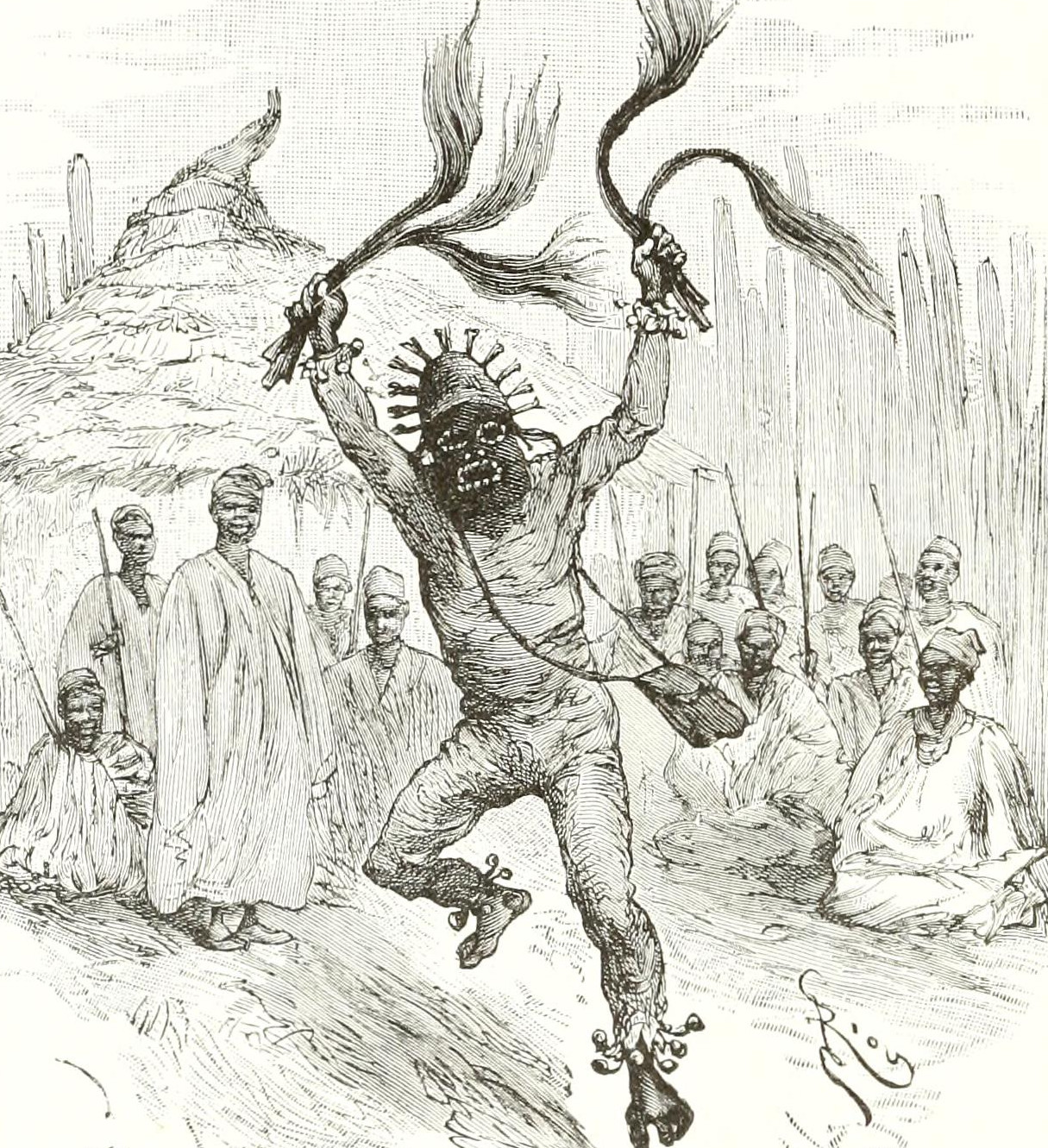

부두교는 서아프리카에서 서인도 제도의 아이티로 16세기에서 19세기에 팔려 온 흑인 노예들이 믿던 종교다.
부두(voodoo)의 원명은 보둔(vodun)이다. 보둔은 ‘영혼(soul 또는 spirit)’을 뜻하는 폰어, 에웨어이다. 일반적으로 부두교로 불린다. 오늘날에는 전 세계적으로 6천만 명이 넘는 사람들이 부두교 신자로 알려져 있다. 현재 부두교의 신자가 많은 곳은 서인도 제도 (특히 아이티)와 미국 남부 (특히 루이지애나 부두교가 유명)이다.

좀비의 유래도 부두교라고 한다.

## 개요
부두교는 다른 아프리카 내륙의 종교들과는 뚜렷이 구분된다.

### 유래
부두교는 베냉, 토고, 가나, 나이지리아의 폰 족에서 유래되었다.

## 부두교의 종류
- 도미니카 부두교
- 루이지애나 부두교
- 브라질 부두교
- 아이티 부두교
- 쿠바 부두교
- 푸에르토리코 부두교

## 신자 통계
베냉에서는 160만명(약 17%)이 부두교를 믿는다. 토고는 세계 최대 규모의 부두교 신자를 가지고 있는데, 250만명 정도의 신자이다.

## 같이 보기
- 무의
- 위치크래프트